# Actinobolus barbatus
Actinobolus barbatus är en skalbaggsart som beskrevs av S. Endrödi 1978. Actinobolus barbatus ingår i släktet Actinobolus och familjen Dynastidae. Inga underarter finns listade i Catalogue of Life.